# Bitwa pod Arausio
Bitwa pod Arausio lub Arauzjoną – starcie zbrojne, które miało miejsce 6 października 105 p.n.e. w rejonie miasta Arausio (obecnie Orange) w Galii Narbońskiej i rzeki Rodan. Jedna z najdotkliwszych porażek armii rzymskiej w historii.
Naprzeciw sił germańskich plemion Cymbrów i Teutonów stanęły dwie rzymskie armie pod dowództwem konsula Gnejusza Maliusza Maksymusa i prokonsula Kwintusa Serwiliusza Cepiona.
Cymbrowie i Teutonowie pod przywództwem króla Bojoryksa (łac. Boiorix) w trakcie swojej wędrówki wzdłuż Renu dotarli w październiku 105 r. p.n.e. do Arausio. W tym miejscu napotkali dwie rzymskie armie konsularne. Dokładny przebieg bitwy nie jest znany, wiadomo jedynie, że Cepion nie chciał oddać dowództwa w ręce Maksymusa, uważając go za obywatela niższego stanu. Nieporozumienia doprowadziły do sytuacji, w której dwie rzymskie armie ruszyły przeciw Germanom nie współpracując ze sobą.
Według opisu Waleriusza Antiasa, z którego korzystał Liwiusz, około 80 000 legionistów i 40 000 osłaniających tabor auxiliaries poniosło dotkliwą klęskę. Wśród poległych znaleźli się dwaj synowie Maksymusa. Udało się zbiec zaledwie 10 legionistom, którzy później poinformowali o klęsce. Wśród nich był prokonsul Cepion. Antias znany jest jednak ze swoich przesadnych opisów, dlatego straty Rzymian należy uznać za dużo mniejsze. Brak danych na temat strat wśród Cymbrów i Teutonów. Przyczyn klęski upatruje się w nieudolności konsulów, braku współdziałania ich armii oraz wielkiej liczbie barbarzyńców (ok. 200 tysięcy). Po powrocie do Rzymu obaj dowódcy zostali skazani na wygnanie.
Na szczęście dla pokonanych, barbarzyńcy nie podjęli marszu w kierunku Rzymu. Oba plemiona rozdzieliły się w dalszej wędrówce. Cymbrowie pomaszerowali do Hiszpanii, natomiast Teutonowie ruszyli do Galii.
Niepowodzenia, jakich doznali Rzymianie w pierwszych latach walk z Germanami i przesadzone częstokroć informacje o rozmiarach porażek oraz okrucieństwie barbarzyńców, wywołały w Rzymie obawy przed inwazją. Przyspieszyło to reformę armii rzymskiej przeprowadzoną przez Mariusza w roku 104 p.n.e., która wydatnie zwiększyła wartość bojową legionów, oraz doprowadziła do wyboru go na konsula. W ciągu następnych trzech lat Mariusz na czele swej armii w bitwach pod Aquae Sextiae i Vercellae całkowicie zniszczył germańskich Cymbrów i Teutonów.